# I powstanie niewolników na Sycylii

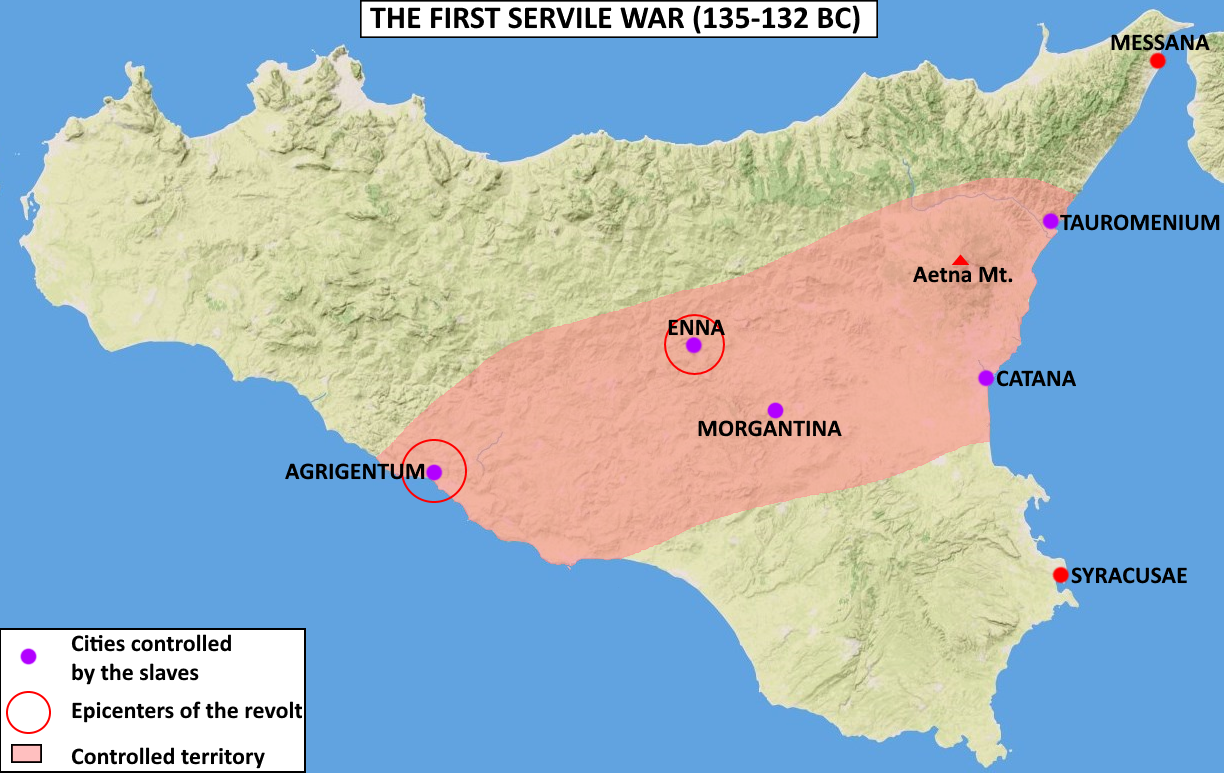
Zasięg pierwszego powstania niewolników na Sycylii

I powstanie niewolników na Sycylii – pierwsze duże wystąpienie zbrojne niewolników przeciwko Republice Rzymskiej, trwające od ok. 135 do 132 p.n.e.. 
Głównym źródłem wiedzy na temat powstania są zapiski Diodora Sycylijskiego, a konkretnie ich kompilacje pióra Focjusza i Konstantyna Porfirogenety, ponadto informacje na temat wojny zawierają pisma Liwiusza, Juliusza Obsequensa, Orozjusza, Appiana i innych autorów. Jako główne powody powstania Diodor podawał rozprzężenie władzy na wyspie oraz samowolę i okrucieństwo lokalnych panów
Pewne źródła wskazują na to, że pierwsze syndromy powstania mogły pojawiać się już około 139 p.n.e. Chronologia powstania nie jest oczywista i niektórzy badacze postulowali uznanie jako daty jego wybuchu nawet roku 143 p.n.e. Rewolta zbiegła się w czasie ze sprawą Grakchusa, związaniem sił rzymskich w Iberii oraz erupcją Etny. Za jej początek uważa się zdobycie przez oddział czterystu niewolników miejscowości Enna na Sycylii w roku 135 p.n.e.
Powstańcy stanowili grupę wielonarodowościową, pochodzącą z różnych terenów podbitych przez Rzymian; część stanowili wygnani z Rzymu około 140 p.n.e. Żydzi i Chaldejczycy. Głównym przywódcą buntu był niewolnik pochodzenia syryjskiego Eunus, choć lokalne ogniska powstania obierały swoich własnych wodzów. Eunus był na wyspie powszechnie uważany za czyniącego magię, zdaniem jemu współczesnych posiadał również dar jasnowidzenia i potrafił rozmawiać z bogami; jego wspólnicy uważali go za wybrańca syryjskiej bogini Atargatis. Jeszcze przed wybuchem powstania cieszył się on wysokim poważaniem wśród sycylijskich niewolników i został przez nich poproszony o objęcie dowództwa. Po zajęciu Enny został obwołany królem i przyjął imię Antioch. Jego najbliższymi doradcami byli Hermiasz i Zeuksis. Podług zapisków historyków z epoki po zajęciu miasta Antioch miał do dyspozycji około 10 000 ludzi.
Zasadniczo na teatr wojenny składały się dwa osobne fronty: wschodni i zachodni. Zachodnia część wyspy pozostawała pod kontrolą grup niewolników-pasterzy, z kolei wschodnia była terenem działań głównie zbuntowanych pracowników rolnych pod wodzą Eunusa. Na zachodzie najważniejszą postacią powstania był Kleon z Cylicji. Około miesiąca po zdobyciu Enny ci dwaj przywódcy połączyli swoje siły, co spowodowało znaczną eskalację konfliktu i zmusiło decydentów w Rzymie do podjęcia stanowczych działań. Początkowo przywódcy Republiki nie podejmowali zdecydowanych środków mających na celu wygaszenie powstania, a kwestię pacyfikacji pozostawiono lokalnym milicjom i właścicielom niewolników. Po poniesieniu  przez nich kilku porażek, na Sycylię wysłano regularne wojsko. W trakcie powstania armia Lucjusza Plautiusa Hypsaeusa została doszczętnie rozbita przez siły Antiocha, które rozrosły się do kilkudziesięciu tysięcy żołnierzy. Po względnym utrwaleniu swojej władzy Antioch począł wprowadzać elementy niezależnej państwowości, między innymi wybijając własną monetę z wizerunkiem bogini Ceres. Tytulaturę, ustrój i metody zarządzania Antioch wzorował na monarchii Seleukidów.
Po pokonaniu sił Hypsaeusa armia Antiocha zdobyła Tauromenium. Powstańcy próbowali również zdobyć Syrakuzy, co jednak nie powiodło się. W 134 p.n.e. Senat desygnował sprawę Sycylii Lucjuszowi Kalpurniuszowi Pizonowi Frugi. Później jego obowiązki przejął Publiusz Rupiliusz. Za przywództwa Rupiliusza odbito Tauromenium i Ennę. Ostatecznie powstanie zakończyło się całkowitą pacyfikacją wyspy. Antioch-Eunus został pojmany i uwięziony w Morgantinie.